# Polyplectropus bradleyi
Polyplectropus bradleyi là một loài Trichoptera trong họ Polycentropodidae. Chúng phân bố ở miền Australasia.